# Tommaso Aversa
Tommaso Aversa (Mistretta, 1623 - Palerme, 3 avril 1663) est un poète, courtisan et écrivain italien.

## Biographie
Tommaso Aversa naquit à Mistretta, ville de Sicile, mais s’établit, dès sa première jeunesse, à Palerme, où il passa la plus grande partie de sa vie, livré à l’étude des lettres. Il fut d’abord attaché au cardinal Giovanni Doria, archevêque de Palerme, puis à Louis de Moncade, duc de Montalte ; enfin à Diego d’Aragon, duc de Terra-Nuova, qui l’emmena en Espagne, où il se fit estimer par son savoir. Le duc ayant été nommé ambassadeur auprès de l’empereur Ferdinand III, puis auprès du pape Alexandre VII, Aversa eut l’occasion de se faire des amis, tant à Vienne qu’à Rome, parmi les littérateurs les plus distingués. A Rome  il fut élu membre de l’Accademia degli Umoristi. De retour à Palerme, il y mourut d’une attaque d’apoplexie le 3 avril 1663.

## Œuvres
- Piramo e Tisbe, idylle en langue sicilienne, Palerme, 1617, in-8°.
- Gli Avventurosi intrichi, comédie en prose, Palerme, 1637, in-8°.
- La notti di Palermu, première comédie en langue sicilienne (en vers), Palerme, 1638, in-8°.
- Il Pellegrino ovvero La Sphinge debellata ; Il Sebastiano ; Il Bartolommeo, tragédies sacrées, Palerme, 1641 et 1645, in-8°.
- Il primo tomo dell’Eneide di Virgilio, tradotto in rima siciliana, Palerme, 1634, in-12. Ce 1er volume contient les quatre premiers livres ; le 2e volume, qui parut en 1657, in-12, contient les quatre suivants ; enfin le 3e et dernier, imprimé en 1660, in-12 contient le reste de l’Énéide.
- La Corte nelle selve, Trattenimenti modesti ed utili, etc., Rome, 1657, in-12. Ces Amusements sont partagés en plusieurs veillées, pour les derniers jours du carnaval ; l’auteur s’y est déguisé sous le nom de Tomino d’Amistrato ; il y a joint une de ses comédies, intitulée : Notte, Fato ed Amore, et des observations sur cette pièce. Il a encore composé d’autres comédies, des tragi-comédies, des chansons siciliennes et des poèmes, qui sont imprimés à part, ou insérés dans divers recueils.

## Sources
- Leone Allacci, Drammaturgia, Rome, Mascardi, 1666, p. 488, 627.
- « Tommaso Aversa », dans Louis-Gabriel Michaud, Biographie universelle ancienne et moderne : histoire par ordre alphabétique de la vie publique et privée de tous les hommes avec la collaboration de plus de 300 savants et littérateurs français ou étrangers, 2e édition, 1843-1865 [détail de l’édition]